# Jean van Riet
Pour les articles homonymes, voir Van Riet.
Jean van Riet († 1497), dit Johannes de Arundine, est un carme flamand, promoteur du mouvement de stricte observance initié par le Bienheureux Jean Soreth, avant de devenir évêque d'Ubie.

## Biographie

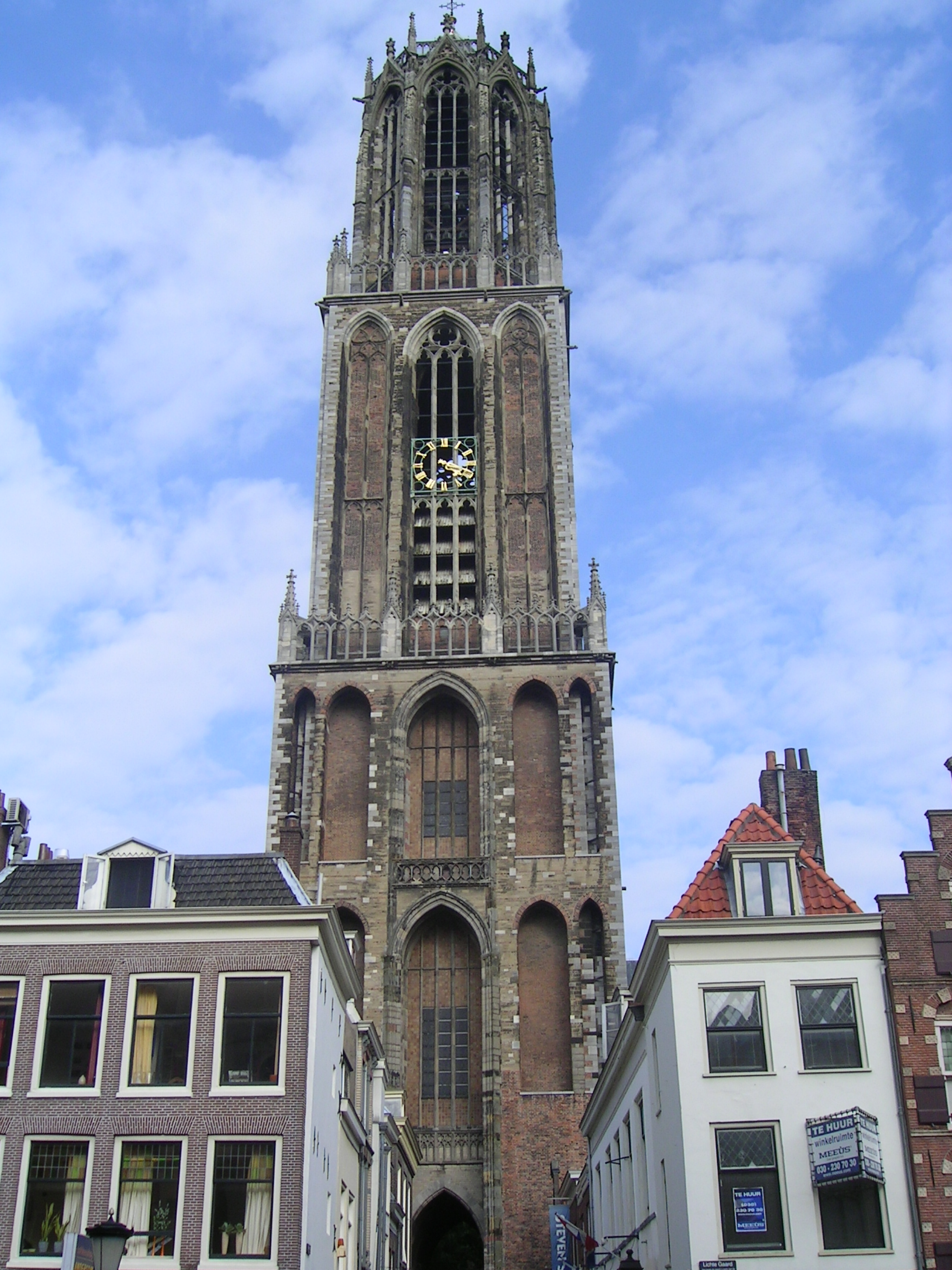
Cathédrale d'Utrecht

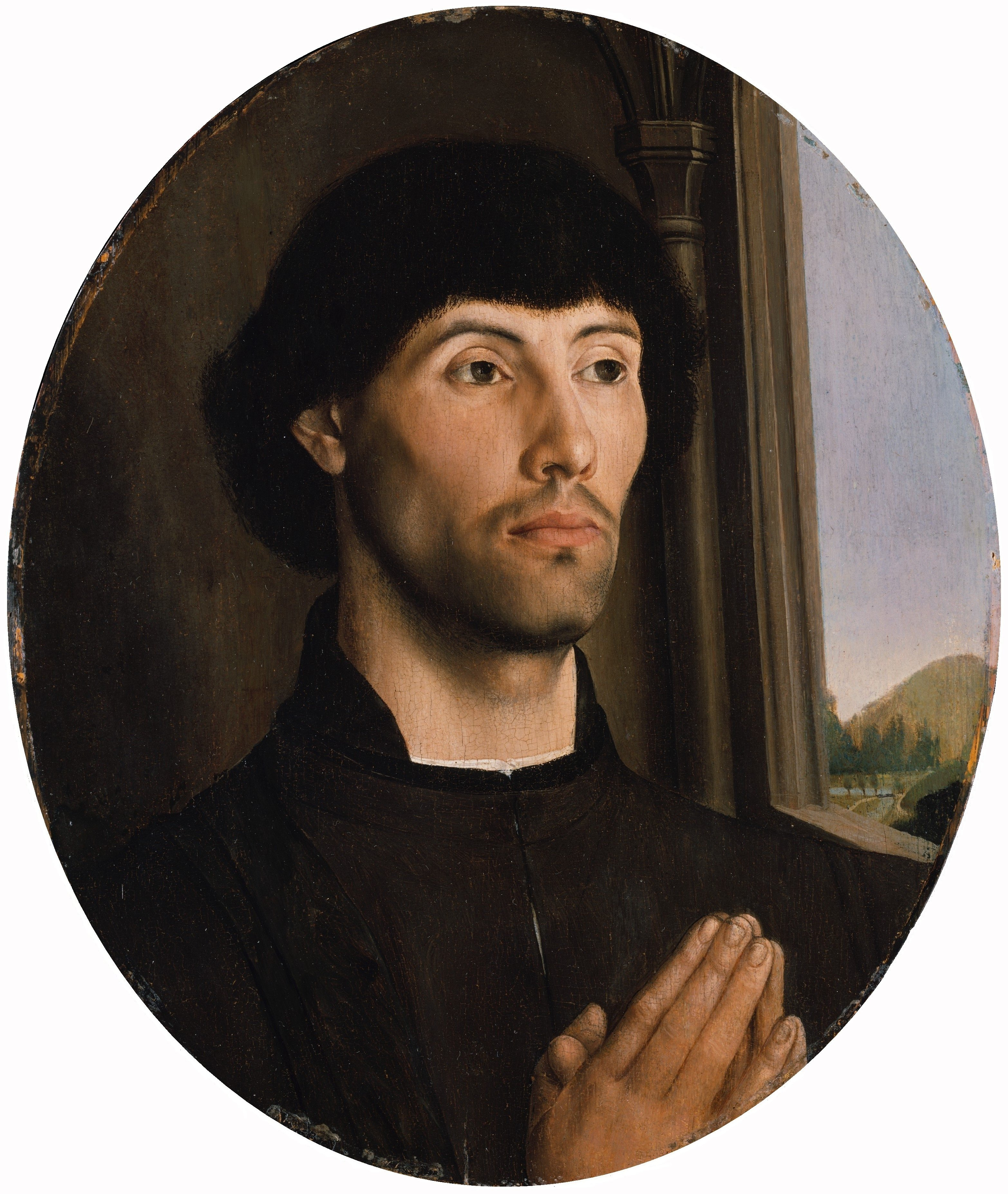
Ascétisme et piété en Flandre au XVe siècle (par Hugo van der Goes)

Jean van Riet, ou Jean de Rofeau est né à Bruges (Belgique), à une date inconnue. Nanti de son baccalauréat vers 1454-1455, il a étudié à l'université de Louvain entre 1455 et 1458, après un possible passage à Avignon. En août 1457, il accompagne le général de l'Ordre, Jean Soreth, qui l'a étroitement associé à son œuvre de réforme. Au chapitre provincial tenu le 8 avril 1458, il est nommé régent des études au couvent de Malines, maison ramenée par Soreth à la stricte observance en 1454, et devenue le centre de rayonnement de la réforme pour les Pays-Bas et l'Allemagne. Il occupera cette fonction jusqu'en 1477, sauf durant les années 1473 et 1475. En 1468, il joue un rôle dans la fondation du couvent d'Utrecht, dont Jean de Phatea sera le premier prieur, et se fait connaître de la ville et de la région en prêchant, cette année-là, le carême à la cathédrale. Au chapitre provincial de 1469, il est nommé quatrième définiteur de la province de Germanie inférieure, et prieur de la communauté de Malines, charge qu'il exercera jusqu'en 1475. Il devient deuxième définiteur au chapitre de 1474. En 1477, il quitte définitivement Malines, pour devenir suffragant de David de Bourgogne, évêque d'Utrecht, en remplacement du carme Goswin de Hex. Jean de Riet est nommé évêque d'Ubie (à une date inconnue).
C'est dans la ville épiscopale d'Utrecht qu'il décède, le 13 juillet 1497, mais son corps repose au carmel de Bruges.

## Postérité
Dès 1491, l'humaniste carme Arnold Bostius attribue à Jean van Riet un commentaire de la Lettre aux Romains. En 1494, Jean Trithème signale également un commentaire sur le Livre de la Sagesse, ainsi que des sermons de Tempore, de Sanctis et In beati immaculati. Ultérieurement, John Bale et Cosme de Villiers dresseront des listes à peu près semblables. Cependant, à l'heure actuelle, on ne dispose plus que de six sermons manuscrits. Il s'en conserve deux à la Stadsbibliotheek de Bruges, sous les titres De reversione peccatorum et De triplici regione, tandis que les quatre autres se trouvent aux archives de Francfort, à la Bibliothèque royale de Copenhague et parmi les œuvres de Brocardus Billick († 1527), qui les a recopiés. Ils s'intitulent respectivement De spirituali mercantia, De reversione peccatoris ad Deum, De novem praeceptis evangelicis et In orationem dominicam. Seul le premier manuscrit conservé en Belgique a été publié. Il s'agit d'une exhortation ascétique, dont la tournure systématique et plus dogmatique que spirituelle (il n'est fait qu'une seule fois mention de la vie d'union avec Dieu) révèle la profonde influence de la scolastique. L'auteur s'est essentiellement inspiré de Thomas d'Aquin, mais aussi d'Anselme du Bec, de Grégoire le Grand, d'Augustin d'Hippone et d'Ambroise de Milan.

## Œuvres
- De reversione peccatorum, in Carmelus, tome XII, 1975, pp. 88-114.

### Études
- H. Blommestijn, « Riet Jean van », Dictionnaire de spiritualité ascétique et mystique, Paris, Beauchesne, t. XIII,‎ 1987, p. 667-669.